# Ixiochlamys cuneifolia
Ixiochlamys cuneifolia là một loài thực vật có hoa trong họ Cúc. Loài này được (R.Br.) Sond. mô tả khoa học đầu tiên năm 1853.